# Bosjön (Tiveds socken, Västergötland)
Bosjön är en sjö i Laxå kommun i Västergötland och ingår i Motala ströms huvudavrinningsområde. Sjön har en area på 1,03 kvadratkilometer och ligger 156,1 meter över havet. Sjön avvattnas av vattendraget Edsån (Sågkvarnsbäcken). Vid provfiske har abborre och mört fångats i sjön.

## Delavrinningsområde
Bosjön ingår i det delavrinningsområde (651948-143301) som SMHI kallar för Utloppet av Bosjön. Medelhöjden är 178 meter över havet och ytan är 13,16 kvadratkilometer. Det finns ett avrinningsområde uppströms, och räknas det in blir den ackumulerade arean 28,59 kvadratkilometer. Edsån (Sågkvarnsbäcken) som avvattnar avrinningsområdet har biflödesordning 2, vilket innebär att vattnet flödar genom totalt 2 vattendrag innan det når havet efter 204 kilometer. Avrinningsområdet består mestadels av skog (75 procent). Avrinningsområdet har 1,19 kvadratkilometer vattenytor vilket ger det en sjöprocent på 9 procent.